# وتاکوی: عشق واسه اوتاکوها سخته
وُتاکوی: عشق واسه اوتاکوها سخته (به انگلیسی: Wotakoi: Love Is Hard for Otaku) Wotaku ni Koi wa Muzukashii (ژاپنی: ヲタクに恋は難しい) یک مجموعه وب مانگا ژاپنی به نویسندگی و تصویرسازی فوجیتا است. این اثر نخستین بار در ۱۷ آوریل ۲۰۱۴ در انجمن پیکسیو پست شد و انتشار نسخه الکترونیکی از ۶ نوامبر ۲۰۱۵ آغاز شد. انتشار نسخه چاپی مانگا در ۳۰ آوریل ۲۰۱۵ آغاز شد و تا اکتبر ۲۰۲۱ با یازده جلد، بیش از ۱۰ میلیون نسخه چاپ شده به فروش رسانده‌است.
مجموعه تلویزیونی انیمه اقتباس شده از این اثر ساخته استودیو ای-۱ پیکچرز از آوریل تا ژوئن ۲۰۱۸ پخش شد و یک فیلم اقتباسی لایو اکشن در فوریه ۲۰۲۰ به نمایش درآمد.

## داستان
نارومی یک زن کارمند اداری است که سبک زندگی فوجوشی (علاقه دختران به ژانر یائویی) خود را پنهان می‌کند و هیروتاکا، یک مرد خوش تیپ و توانا است که یک اوتاکو بازی ویدئویی است. پس از اینکه متوجه می‌شوند هر دو آنها اوتاکو هستند، تصمیم می‌گیرند که با هم قرار بگذارند اما عشق برای اوتاکو دشوار است.